# Lubila
El lubila és una llengua que es parla al sud-est de Nigèria, a la LGA d'Akampkpa, a l'estat de Cross River.
El lubila forma part del grup lingüístic de les llengües loko, que formen part de les llengües de l'alt Cross Central Est-Oest. Les altres llengües del mateix grup lingüístic són el lokaa i l'nkukoli. Totes aquestes es parlen a Nigèria.

## Ús
El lubila és una llengua que gaudeix d'un ús vigorós (6a); tot i que no està estandarditzada, és parlada per persones de totes les edats i generacions. Segons l'ethnologue, el 2000 hi havia 11.400 lubila-parlants.

## Població i religió
El 75% dels 17.000 lubiles són cristians; la meitat d'aquests són protestants, el 25% són catòlics i el 25% pertanyen a esglésies cristianes independents. El 25% dels lubiles restants creuen en religions tradicionals africanes.